# نوينشتاين (بادن-فورتمبيرغ)
نوين اشتاين (هوهن لوهه) (بالألمانية: Neuenstein, Baden-Württemberg) هي مدينة وبلدة ألمانية تقع في ألمانيا في بادن-فورتمبيرغ.